# 1985年の富士グランチャンピオンレース
1985年の富士グランチャンピオンレースは、1985年（昭和60年）3月30日 - 31日に開幕し、同年10月19日 - 20日に閉幕した全4戦によるシリーズである。

## 開催カレンダー及び勝者
| 開催日        | 開催地 | イベント名                  | 優勝 | 優勝                           | PP | PP                                  |
| 開催日        | 開催地 | イベント名                  | #    | ドライバー - 車名 - 周回数     | #  | ドライバー - 車名 - タイム          |
| 3月30日-31日  | 富士   | 富士300㎞スピードレース     | 15   | 中嶋悟 EPSON 85S 70周          | 25 | 高橋国光 ADVAN MCSVI 1分24秒50      |
| 6月7日-8日    | 富士   | 富士グランス250kmレース     | 19   | 星野一義 LARK 84S 60周         | 19 | 星野一義 LARK 84S 1分21秒14         |
| 9月6日-7日    | 富士   | 富士インター200マイルレース | 8    | 松本恵二 LMスポーツMCS VI 75周 | 8  | 松本恵二 LMスポーツMCS VI 1分21秒48 |
| 10月18日-19日 | 富士   | 富士マスターズ250㎞レース   | 19   | 星野一義 LARK 84S 60周         | 19 | 星野一義 LARK 84S 1分19秒77         |